# Ercheia abnormis
Ercheia abnormis är en fjärilsart som beskrevs av Swinhoe 1904. Ercheia abnormis ingår i släktet Ercheia och familjen nattflyn. Inga underarter finns listade i Catalogue of Life.

## Bildgalleri

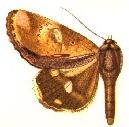